# Hemicordulia erico
Hemicordulia erico är en trollsländeart som beskrevs av Syoziro Asahina 1940. Hemicordulia erico ingår i släktet Hemicordulia och familjen skimmertrollsländor. Inga underarter finns listade i Catalogue of Life.